# Светско првенство у атлетици на отвореном 2013 — штафета 4 × 100 метара за мушкарце
Трка штафета 4 х 100 м у мушкој конкуренцији на Светском првенству у атлетици 2013. у Москви одржана је 18. августа на стадиону Лужники.

## Освајачи медаља
|                                                                         |                                                                   |                                                                           |
| Јамајка · Неста Картер, · Кемар Бејли Кол, · Никел Ашмид, · Јусејн Болт | САД · Чарлс Силмон, · Мајк Роџерс, · Раким Салам, · Џастин Гатлин | Канада · Гавин Смели, · Арон Браун, · Донте Ричардс-Квок, · Џастин Ворнер |

## Рекорди пре почетка Светског првенства 2013.
10. август 2013.
| Светски рекорд            | Јамајка · Неста Картер, Мајкл Фрејтер, · Јохан Блејк, Јусејн Болт                    | 36,84 | Лондон, Уједињено Краљевство (ЛОИ) | 11. август 2012.    |
| Рекорд светског првенства | Јамајка · Неста Картер, Мајкл Фрејтер · Јохан Блејк, Јусејн Болт                     | 37,04 | Тегу, Јужна Кореја                 | 4. септембар 2011.  |
| Најбољи резултат сезоне   | САД (црвени) · Чарлс Силмон, Мајк Роџерс, · Раким Салам, Џастин Гатлин               | 37,58 | Монако,                            | 19. јул 2013.       |
| Афрички рекорд            | Нигерија · Осмонд Езинва, Олападе Аденикен, · Франсис Обиквелу, Дејвидсон Езинва     | 37,94 | Атина, Грчка                       | 9. август 1997.     |
| Азијски рекорд            | Јапан · Нобухару Асахара, Шинџи Такахира, · Шинго Суецугу, Наоки Цукахара            | 38,03 | Осака, Јапан                       | 1. септембар 2007.  |
| Северноамерички рекорд    | Јамајка · Неста Картер, Мајкл Фрејтер, · Јохан Блејк, Јусејн Болт                    | 36,84 | Лондон, Уједињено Краљевство (ЛОИ) | 11. август 2012.    |
| Јужноамерички рекорд      | Бразил · Винсент де Лима, Едсон Рибеиро, · Андре да Силва, Клодинеи да Силва         | 37,90 | Сиднеј, Аустралија                 | 30. септембар 2000. |
| Европски рекорд           | Уједињено Краљевство · Џејсон Гарднер, Дарен Кембел, · Марлон Девониш, Двејн Чемберс | 37,73 | Севиља, Шпанија                    | 29. август 1999.    |
| Океанијски рекорд         | Аустралија · Ентони Алози, Ајзек Нтиамоа · Ендру Макабе, Џошуа Рос                   | 38,17 | Лондон, Уједињено Краљевство (ЛОИ) | 10. август 2012.    |

## Критеријум квалификација
Квалификациона норма за учешће на првенству је резултат испод 39,20 у периоду од 1. јануара 2012. до 29. јула 2013.
Ово је ранг листа репрезентације које су испуниле норму у 2013
1. 37,58 —  САД « црвени » Монако 19. јул
2. 37,75 —  Јамајка АК Лавови, Лондон 27. јул
3. 38,33 —  Канада, Лондон 26. јул
4. 38,39 —  Уједињено Краљевство, Гејтсхед 22. јун
5. 38,41[3] —  Русија, Регензбург 8. јун
6. 38,45 —  Француска,  Лондон 27. јул
7. 38,56 —  Украјина, Казањ 12. јун,
8. 38,71 —  Пољска, Гејтсхед 22. јун
9. 38,71 —  Аустралија, Лондон 26. јул
10. 38,77 —  Бахаме, Морелија 6. јул
11. 38,87 —  Шпанија (мл.), Тампере 14. јул
12. 38,90 —  Јапан, Токио 28. јул
13. 38,94 —  Хонгконг, Пуна 6. јул
14. 39,03 —  Тринидад и Тобаго, Морелија 6. јул
15. 39,05 —  Италија (мл.), Гејтсхед 22. јун
16. 39,14 —  Холандија, Даблин
17. 39,15 —  Јужна Кореја, Пуна 6. јул
18. 39,17 —  Кина, Пуна 6. јул
19. 39,18 —  Барбадос, Морелија 6. јул

Репрезентације које су испуниле норму у 2012.
1. Русија
2. Свети Крисрофер и Невис
3. Кинески Тајпеј
4. Венецуела

На првенству су учествовале све 23 квалификоване репрезентације са 131 атлетичарем.

## Квалификационе норме
| А норма | Б норма |
| ------- | ------- |
| 39,20   |         |

## Сатница
| Датум            | Време | Ниво          |
| ---------------- | ----- | ------------- |
| 18. август 2013. | 16:50 | Квалификације |
| 18. август 2013. | 18:40 | Финале        |

Сва времена су по локалном времену (UTC+4)

## Резултати

### Квалификације
За 8 места у финалу кавалификовале су се по две првопласиране штафете из све три полуфуналне групе (КВ) и две штафете по постигнутом резултату (кв).,
| Поз. | Група | Стаза | Штафета              | Атлетичари                                                                  | Време | Белешка |
| ---- | ----- | ----- | -------------------- | --------------------------------------------------------------------------- | ----- | ------- |
| 1    | 2     | 4     | САД                  | Чарлс Силмон, Мајк Роџерс, Раким Салам, Џастин Гатлин                       | 38,06 | КВ      |
| 2    | 1     | 2     | Уједињено Краљевство | Ричард Килти, Хари Ејкинс-Арити, Џејмс Елингтон, Двејн Чемберс              | 38,12 | КВ, НРС |
| 3    | 3     | 7     | Немачка              | Лукас Јакупчик, Sven Knipphals, Јулијан Рос, Мартин Келер                   | 38,13 | КВ, НРС |
| 4    | 1     | 3     | Јамајка              | Неста Картер, Кемар Бејли Кол, Ворен Вир, Oshane Bailey                     | 38,17 | КВ      |
| 5    | 2     | 2     | Јапан                | Yoshihide Kiryu, Кеџи Фуџимицу, Кеј Такасе, Shōta Iizuka                    | 38,23 | КВ, НРС |
| 6    | 3     | 9     | Канада               | Гејвин Смели, Арон Браун, Донте Ричардс-Квок, Џастин Ворнер                 | 38,29 | КВ, НРС |
| 7    | 1     | 7     | Тринидад и Тобаго    | Jamol James, Кестон Бледмен, Рондел Сориљо, Ричард Томпсон                  | 38,38 | кв, НРС |
| 8    | 3     | 2     | Холандија            | Брајан Маријано, Чуранди Мартина, Liemarvin Bonevacia, Hensley Paulina      | 38,41 | кв, НРС |
| 9    | 1     | 6     | Шпанија              | Едуард Вилес, Серхио Руиз, Бруно Ортелано, Анхел Давид Родригез             | 38,46 | НР      |
| 10   | 3     | 5     | Италија              | Микаел Туми, Матео Галван, Дијего Марани, Delmas Obou                       | 38,49 | НРС     |
| 11   | 1     | 9     | Пољска               | Роберт Кубачик, Grzegorz Zimniewicz, Карол Залевски, Камил Крињски          | 38,51 | НРС     |
| 12   | 2     | 3     | Украјина             | Руслан Перестјук, Сергеј Смелик, Игор Бодров, Виталиј Корж                  | 38,57 |         |
| 13   | 3     | 8     | Сент Китс и Невис    | Lestrod Roland, Џејсон Роџерс, Антоан Адамс, Allistar Clarke                | 38,58 | НРС     |
| 14   | 3     | 4     | Бахаме               | Адријан Грифит, Ворен Фрејзер, Jamial Rolle, Чавез Харт                     | 38,70 | НР      |
| 15   | 2     | 8     | Барбадос             | Ендру Хајндс, Леви Кадоган, Шејн Бретвајт, Рамон Гитенс                     | 38,94 | НР      |
| 16   | 2     | 7     | Кина                 | Guo Fan, Liang Jiahong, Su Bingtian, Џанг Пјеменг                           | 38,95 | НРС     |
| 17   | 2     | 6     | Француска            | Емануел Бирон, Мишел-Меба Зезе, Арно Реми, Жими Вико                        | 38,97 |         |
| 18   | 1     | 8     | Јужна Кореја         | Oh Kyong-Soo, Cho Kyu-Won, Yoo Min-Woo, Kim Kuk-Young                       | 39,00 | НР      |
| 19   | 1     | 4     | Русија               | Aleksandr Khyutte, Konstantin Petryashov, Роман Смирнов, Александар Бреднев | 39,01 | НРС     |
| 20   | 2     | 5     | Хонгконг             | Tang Yik Chun, Lai Chun Ho, Ng Ka Fung, Tsui Chi Ho                         | 39,10 |         |
| 21   | 1     | 5     | Венецуела            | Jermaine Chirinos, Дијего Ривас, Алваро Луис Касијани, Алберто Браво        | 39,14 | НРС     |
| 22   | 3     | 6     | Кинески Тајпеј       | Ванг Вен-танг, Љу Јуен-кај, Пан По-ји, Луо Јен-јао                          | 39,72 |         |
|      | 3     | 3     | Аустралија           | Tim Leathart, Џош Рос, Andrew McCabe, Џерод Гедес                           | НЗ    |         |

### Финале
Финале је стартовало у 18:40.,
| Пласман | Стаза | Штафета              | Атлетичари                                                             | Време | Белешке   |
| ------- | ----- | -------------------- | ---------------------------------------------------------------------- | ----- | --------- |
|         | 5     | Јамајка              | Неста Картер, Кемар Бејли Кол, Никел Ашмид, Јусејн Болт                | 37,36 | СРС       |
|         | 4     | САД                  | Чарлс Силмон, Мајк Роџерс, Раким Салам, Џастин Гатлин                  | 37,66 |           |
|         | 7     | Канада               | Гејвин Смели, Арон Браун, Донте Ричардс-Квок, Џастин Ворнер            | 37,92 | НРС       |
| 4       | 3     | Немачка              | Лукас Јакупчик, Sven Knipphals, Јулијан Рос, Мартин Келер              | 38,04 | НРС       |
| 5       | 2     | Холандија            | Брајан Маријано, Чуранди Мартина, Liemarvin Bonevacia, Hensley Paulina | 38,37 | НРС       |
| 6       | 8     | Јапан                | Yoshihide Kiryu, Кеџи Фуџимицу, Кеј Такасе, Shōta Iizuka               | 38,39 |           |
| 7       | 1     | Тринидад и Тобаго    | Ayodele Taffe, Кестон Бледмен, Рондел Сориљо, Ричард Томпсон           | 38,57 |           |
|         | 6     | Уједињено Краљевство | Адам Џемили, Хари Ејкинс-Арити, Џејмс Елингтон, Двејн Чемберс          | ДИСК. | чл. 170.7 |